# Fels (Baustoffhersteller)

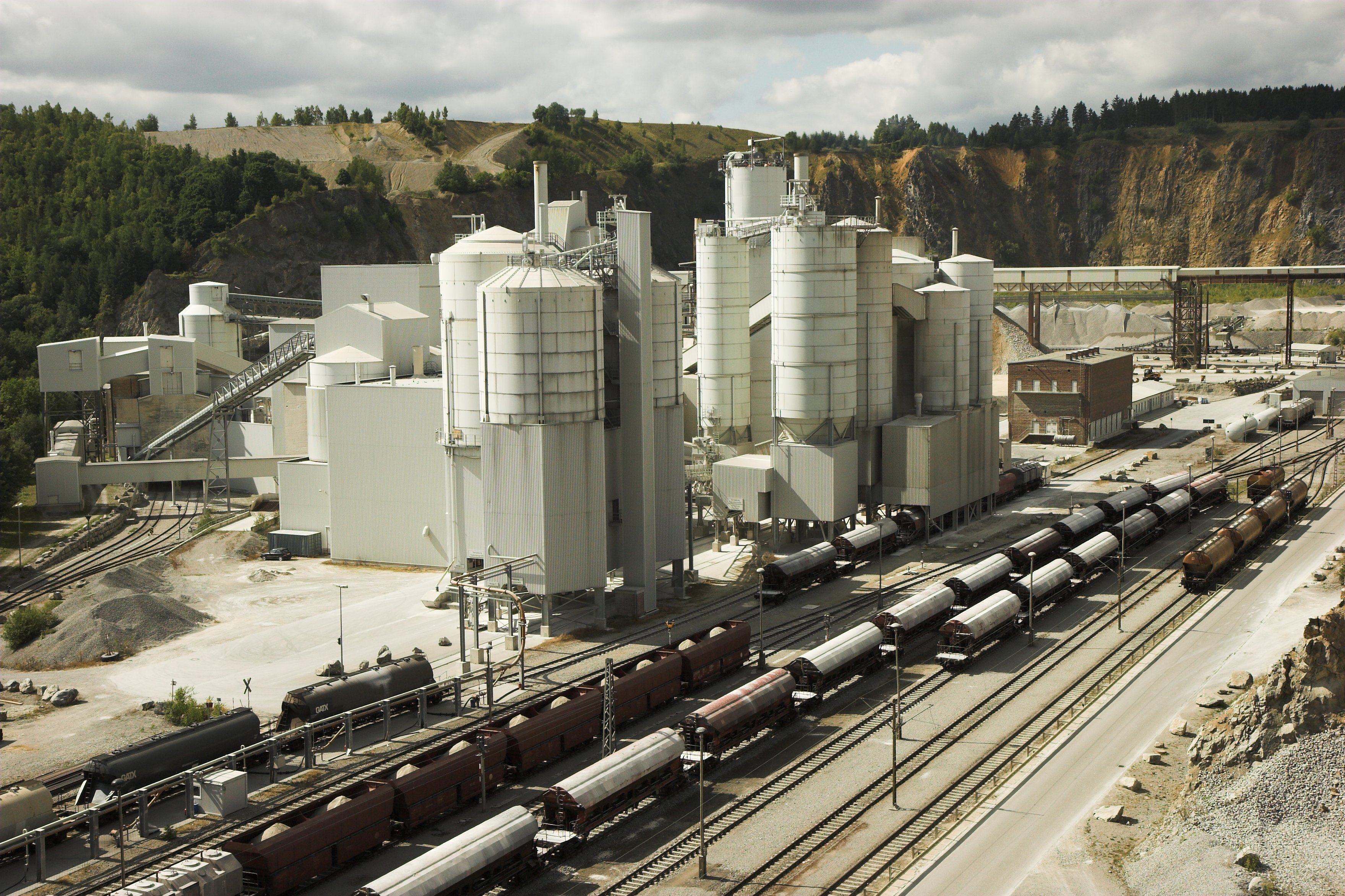
Das Kalkwerk in Rübeland wurde nach der Wende von den Fels-Werken übernommen

Die Fels-Werke GmbH ist ein deutscher Baustoffhersteller mit Sitz in Goslar.
Das Unternehmen verfügt über acht Kalkwerke in Deutschland, ein Dolomitwerk, ein Mörtelwerk und ein Kalk- und Mörtelwerk in Tschechien. Seit Anfang 2024 befindet sich der Konzern im Besitz der SigmaRoc PLC.

## Geschichte

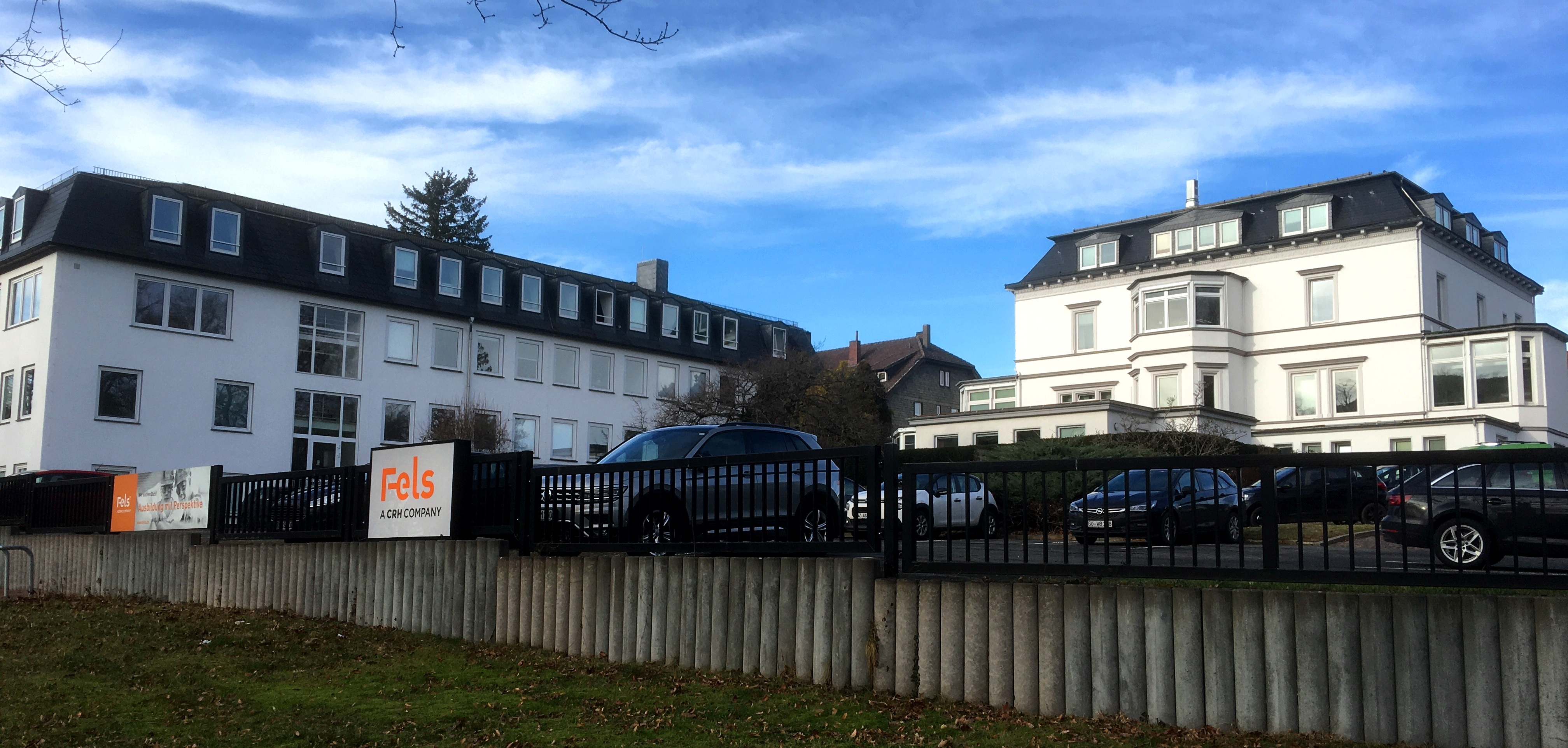
Verwaltungsgebäude in Goslar

Das Unternehmen wurde im Zusammenhang mit dem Bau der Reichswerke AG für Erzbergbau und Eisenhütten „Hermann Göring“ im Raum Salzgitter (heute Salzgitter AG) Ende der 1930er-Jahre als Steine- und Erden GmbH gegründet. Seit 1971 trägt es den heutigen Namen. 1972 wurde Kurt Neumann Geschäftsführer der Fels-Werke Peine-Salzgitter GmbH.
Im Jahre 1991 erwarben die Fels-Werke, die damals noch ein Tochterunternehmen der Preussag AG waren, von der Treuhand die ostdeutsche Harz-Kalk GmbH, welche aus den VEB Harzer Kalk- und Zementwerken Rübeland hervorgegangen ist, mit den Werken Kaltes Tal, Rübeland und Hornberg im Ostharz, Schraplau bei Halle (Saale) und im thüringischen Oberrohn bei Eisenach. Nach der Übernahme der Kalkwerke Rüdersdorf und Saal an der Donau im Jahre 1999 stieg das Unternehmen zum zweitgrößten Kalkproduzenten in Deutschland auf.
Im Jahre 2002 wurde das Unternehmen von der Xella Deutschland GmbH erworben und dem Unternehmensbereich Rohstoffe zugeordnet.
2008 wurde Xella von Goldman Sachs Capital Partners und PAI partners übernommen, bis dahin gehörte das Unternehmen zum Duisburger Haniel-Konzern. 2017 wurde Fels von der Cement Roadstone Holding (CRH) Gruppe mit Sitz in Dublin übernommen.
Seit 2024 gehören die Fels-Werke zur SigmaRoc PLC, einem börsennotierten Baustoffkonzern mit Sitz in London.

## Werk Münchehof
Am Standort in Münchehof wird seit 1938 Kalkstein im Tagebau Winterberg gewonnen und im Werk Münchehof zu  Kalk- und Kalksteinprodukten verarbeitet. In zwei Ofengruppen mit jeweils vier Kalköfen wird aufbereiteter Kalkstein gebrannt. Ein Großteil des produzierten Kalks wird in Mahlanlagen zu Weißfeinkalken mit kundenspezifischen Qualitätsparametern gemahlen. Hauptabnehmer für Kalk- und Kalkhydratprodukte sind die Baustoffindustrie, die Eisen-, Stahl- und Metallindustrie, die chemische Industrie, der Umweltschutz, der Bereich Abwasser- und Trinkwasseraufbereitung und der Straßenbau.

## Bedeutung
Das Unternehmen produziert jährlich etwa fünf Millionen Tonnen Kalk- und Kalksteinprodukte. Kernbereiche sind die Eisen- und Stahlindustrie, die Baustoffindustrie und der Umweltschutz. Hier finden Kalk- und Kalksteinprodukte in der Trink- und Abwasseraufbereitung sowie der Rauchgasreinigung Anwendung.